# Дор (Ростиловское муниципальное образование)
Дор — деревня в Грязовецком районе Вологодской области.
Входит в состав Ростиловского муниципального образования, с точки зрения административно-территориального деления — в Ростиловский сельсовет.
Расстояние по автодороге до районного центра Грязовца — 18 км, до центра муниципального образования Ростилово — 11 км. Ближайшие населённые пункты — Кокарево, Мышкино, Ермолино, Спас-Нурма.
По переписи 2002 года население — 1 человек.